# 欧州バイオインフォマティクス研究所
欧州バイオインフォマティクス研究所（European Bioinformatics Institute : EBI）は、欧州分子生物学研究所（EMBL）の一部門で、イギリスのケンブリッジ近郊のヒンクストンに所在し、バイオインフォマティクス関連の研究を行っている研究所である。
EBIは以下のデータベースを提供している。
- EMBL - DNA配列データベース。米国のGenBank、日本のDDBJと並び、「DDBJ/EMBL/GenBank国際塩基配列データベース」を構成する三大国際DNAデータバンクのひとつ。
- UniProt - タンパク質配列データベース。
- MSD（Macromolecular Structure Database） - 高分子構造データベース。
- ChEMBL  - 医薬品及び医薬品候補化合物などの生物活性低分子のデータベース。